# 伍珂玥
伍珂玥（1998年8月21日—），原名伍翠华，广东台山人，中国流行女歌手，深圳大学金钟音乐学院2021届學生，《2021中国好声音》总冠军。

## 生平
伍珂玥出生于广东省江门市台山市四九镇，从小喜欢听粤语流行音乐，最喜欢的歌星是梅艳芳。在台城中心小学读完小学后，升读台山市李树芬纪念中学，高中升读台山市华侨中学，是班里的文娱委员，经常活跃于校园歌唱比赛及文艺表演。随后凭借普通高等学校艺术类专业招生统一考试考入深圳大学金钟音乐学院，师从流行演唱副教授赵久峰。2019年1月，参与中央电视台春节联欢晚会深圳分会场录制，与汪明荃、阿瑞、姚璎格等合唱粤语歌曲《万水千山总是情》。同年11月，获亚洲音乐盛典“十大新人歌手奖”。2021年3月5日，参与「向雪怀致敬经典专场音乐会」，演唱陈百强名曲《我的故事》。
2021年7月，伍珂玥发表了一首词曲均为其原创的公益歌曲《谢谢你》，作为其对新冠疫情中医护们的敬意。
2021年7月30日，亮相《2021中国好声音》，在盲选阶段演唱梅艳芳歌曲《蔓珠莎华》，获得八转，加入导师李克勤战队，最终晋级五强，并在总决赛合唱《月半小夜曲》以及獨唱《飘雪》和《最愛》後贏得年度总冠军。
2022年5月，伍珂玥獲邀參與演唱香港回歸25周年主題曲《前》。
2023年5月13-16／18-20日，伍珂玥獲邀成為了弦續李克勤·港樂演唱會2023表演嘉賓。

## 音乐作品
录音室专辑
| 年份       | 名称       | 备注         |
| ---------- | ---------- | ------------ |
| 2024.08.24 | 《伍珂玥》 | 首张同名专辑 |

单曲
| 年份   | 名称               | 备注                           |
| ------ | ------------------ | ------------------------------ |
| 2019年 | 《欢乐深圳颂》     | 华侨城文化旅游节主题曲         |
| 2019年 | 《向英雄致敬》     | 向医护人员致敬                 |
| 2019年 | 《雕像》           |                                |
| 2020年 | 《甘草》           |                                |
| 2021年 | 《谢谢你》         | 伍珂玥词曲；致敬疫情中的逆行者 |
| 2021年 | 《微微一笑可倾城》 |                                |
| 2021年 | 《冷风吹》         |                                |
| 2021年 | 《分手那天》       | 与徐靖博合唱版、独唱版         |
| 2021年 | 《如花如沙》       |                                |
| 2025年 | 別問深秋           | 粤语                           |
| 2025年 | 從簡               | 国语                           |